# A Grounding in Numbers
A Grounding in Numbers je studiové album britské art rockové skupiny Van der Graaf Generator, vydané 14. března 2011. Toto datum (psáno jako 3.14) odkazuje na číslo pí, zaokrouhlené na první dvě desetinná místa.

## Seznam skladeb
Všechny skladby napsali Hugh Banton, Guy Evans a Peter Hammill.
| Pořadí | Název                      | Délka |
| ------ | -------------------------- | ----- |
| 1.     | Your Time Starts Now       | 4:15  |
| 2.     | Mathematics                | 3:38  |
| 3.     | Highly Strung              | 3:36  |
| 4.     | Red Baron (instrumentální) | 2:23  |
| 5.     | Bunsho                     | 5:03  |
| 6.     | Snake Oil                  | 5:21  |
| 7.     | Splink (instrumentální)    | 2:37  |
| 8.     | Embarrassing Kid           | 3:07  |
| 9.     | Medusa                     | 2:12  |
| 10.    | Mr. Sands                  | 5:22  |
| 11.    | Smoke                      | 2:30  |
| 12.    | 5533                       | 2:42  |
| 13.    | All Over the Place         | 6:04  |

## Sestava
- Peter Hammill – zpěv, piáno, kytara
- Hugh Banton – varhany, baskytara
- Guy Evans – bicí, perkuse